# Matt Bryant
Steven Matt Bryant (født 21. maj 1975 i Orange, Texas, USA) er en amerikansk footballspiller, der spiller i NFL som place kicker for Atlanta Falcons. Bryant kom ind i ligaen i 2002 og har tidligere spillet for New York Giants, Indianapolis Colts, Miami Dolphins og Tampa Bay Buccaneers.

## Klubber
- Frankfurt Galaxy (NFL Europe) (2002)
- New York Giants (2002–2003)
- Indianapolis Colts (2004)
- Miami Dolphins (2004)
- Tampa Bay Buccaneers (2005–2008)
- Florida Tuskers (2009)
- Atlanta Falcons (2009–)